# John Skrataas
John Skrataas (Steinkjer, 1890. május 4. – Trondheim, 1961. február 12.) olimpiai ezüstérmes norvég tornász.
Az 1908. évi nyári olimpiai játékokon tornában összetett csapatversenyben ezüstérmes lett, míg egyéni összetettben helyezés nélkül zárt.
Klubcsapata a Stenkjer Turnforening volt.